# 32 Vulpeculae
32 Vulpeculae (q Vulpeculae) é uma estrela na direção da Vulpecula. Possui uma ascensão reta de 20h 54m 33.64s e uma declinação de +28° 03′ 27.5″. Sua magnitude aparente é igual a 5.03. Considerando sua distância de 739 anos-luz em relação à Terra, sua magnitude absoluta é igual a −1.75. Pertence à classe espectral K4III.